# Werner Oestreich
Werner Oestreich (* 11. April 1905 in Stettin; † 15. Januar 1949) war ein deutscher Politiker (KPD, SED) und Gewerkschaftsfunktionär (FDGB).

## Leben
Nach dem Besuch der Mittelschule machte Werner Oestreich eine vierjährige Malerlehre und besuchte zwei Jahre eine Kunstgewerbeschule. 1929 wurde er wegen eines Pressevergehens und 1932 wegen Gotteslästerung verurteilt. 1933 kam er unter dem Vorwurf der Vorbereitung zum Hochverrat für fast ein Jahr in Untersuchungshaft. 
Nach dem Zweiten Weltkrieg wurde er Sekretär der KPD in Stralsund und Greifswald. Ab 1946 war er Kreissekretär des FDGB in Greifswald. Am 13. Februar 1947 rückte er als Abgeordneter der SED für die ausgeschiedene Maria Reimer in den Landtag Mecklenburg nach.